# Antoine du Pré
Antoine du Pré (* 1961 in der Nähe von Biarritz, Frankreich) ist ein französischer Autor.

## Leben
Ein Jahr nach seiner Geburt kam du Pré mit seinen Eltern nach Deutschland.
Er arbeitete unter anderem für eine Werbeagentur in Düsseldorf als Texter, wobei er sein Talent für das Schreiben erkannte. Es folgten Artikel und Textbeiträge in verschiedenen Zeitschriften und Magazinen sowie Werbetexte für verschiedene Firmen.
Im Jahr 2009 erschuf er die Romanheldin Natalie und veröffentlichte ein Jahr später sein erstes Buch. Zuerst als Hobby gedacht, entstanden nach und nach aufgrund des großen Erfolges weitere Romane, die als Serie auf dem ersten Buch aufbauen. Damit setzte er insbesondere in Deutschland bei erotischen Romanen mit abenteuerlichem Hintergrund einen neuen Standard, da in diesem Sektor bis dato überwiegend Kurzgeschichten zu dem Thema entstanden waren.

## Stil
Aus Respekt davor, dass Sexualität etwas Wertvolles und Besonderes ist, meidet du Pré bewusst die vulgären Ausdrucksweisen mancher anderer Autoren. Auch pornographische Szenen werden teilweise bewusst vermieden und der Vorstellungskraft des Lesers überlassen. Für seine Romane konnte er bekannte Personen aus der Fetischszene begeistern, die die Romane mit exklusivem Bildmaterial aufwerten. Alle Bücher von Natalie sind in deutscher Sprache entweder als Taschenbuch oder als E-Book erhältlich.
Die Geschichten von Natalie entstanden aus tatsächlich Erlebtem, aus Interviews mit anderen Menschen und aus Internetrecherchen. Daher reichen die Geschichten von einfachen, erotischen Momenten bis in den Bereich Fetisch, Transformation und BDSM. Untermalt wird dies mit einem unterschwelligen Humor.